# Relais 4 × 400 mètres féminin aux Jeux olympiques d'été de 2008
Navigation
Athènes 2004 Londres 2012
L'épreuve du relais 4 × 400 mètres féminin aux Jeux olympiques de 2008 a eu lieu les 22 pour les séries et 23 août 2008 pour la finale, dans le Stade national de Pékin.
Le 19 août 2016, le CIO confirme la disqualification du relais russe en raison du dopage avéré d'Anastasiya Kapachinskaya, à la suite d'un retest, puis le 31 août 2016 de Tatyana Firova, auxquelles il est demandé de rendre leur médaille d'argent. La Jamaïque récupère la médaille d'argent tandis que la Biélorussie monte sur le podium. Mais le 25 novembre 2016, cette dernière équipe est déchue du bronze à la suite du test positif de Sviatlana Usovich. Par conséquent, l'équipe britannique récupère la médaille de bronze.

## Records
Avant cette compétition, les records dans cette discipline étaient les suivants :
| Record du monde  | 3 min 15 s 17 | Ledovskaya - Nazarova - Kulchunova - Bryzgina | Union soviétique | 1er octobre 1988 | Séoul |
| Record olympique | 3 min 15 s 17 | Ledovskaya - Nazarova - Kulchunova - Bryzgina | Union soviétique | 1er octobre 1988 | Séoul |

## Médaillées
| Or                                           | Argent                                 | Bronze                                           |
| États-Unis Wineberg-Felix-Henderson-Richards | Jamaïque Williams-Lloyd-Whyte-Williams | Grande-Bretagne Ohuruogu-Sotherton-Okoro-Sanders |

## Résultats

### Finale (23 août)
Le relais russe, initialement médaillé d'argent, est disqualifié en 2015 pour contrôle antidopage positif. La Biélorussie remporte la médaille de bronze en conséquence, mais l'équipe est également disqualifiée le 25 novembre 2016. C'est donc le Royaume-Uni, 5e, qui devrait recevoir la médaille.
| Rang               | Pays            | Athlètes                                                                   | Temps         | Notes |
| ------------------ | --------------- | -------------------------------------------------------------------------- | ------------- | ----- |
| Médaille d'or      | États-Unis      | Mary Wineberg Allyson Felix Monique Henderson Sanya Richards               | 3 min 18 s 54 | SB    |
| Médaille d'argent  | Jamaïque        | Shericka Williams Shereefa Lloyd Rosemarie Whyte Novlene Williams          | 3 min 20 s 40 | SB    |
| Médaille de bronze | Grande-Bretagne | Christine Ohuruogu Kelly Sotherton Marilyn Okoro Nicola Sanders            | 3 min 22 s 68 | SB    |
| 4                  | Cuba            | Roxana Díaz Zulia Calatayud Susana Clement Indira Terrero                  | 3 min 23 s 21 | NR    |
| 5                  | Nigeria         | Joy Eze Folasade Abugan Olouma Nwoke Muizat Ajoke Odumosu                  | 3 min 23 s 74 | SB    |
| 6                  | Allemagne       | Jonna Tilgner Sorina Nwachukwu Florence Ekpo-Umoh Claudia Hoffmann         | 3 min 28 s 45 |       |
| —                  | Russie          | Yulia Gushchina Lyudmila Litvinova Tatyana Firova Anastasiya Kapachinskaya | —             | DSQ   |
| —                  | Biélorussie     | Anna Kozak Iryna Khliustava Ilona Usovich Sviatlana Usovich                | —             | DSQ   |

### Séries (22 août)
Il y a eu deux series. Les trois premiers de chaque course et les deux meilleurs temps se sont qualifiés pour la finale.
| Rang | Pays            | Athlète                                                              | Temps                |
| ---- | --------------- | -------------------------------------------------------------------- | -------------------- |
| 1    | Russie          | Yelena Migunova Tatyana Veshkurova Lyudmila Litvinova Tatyana Firova | 3 min 23 s 71 Q (SB) |
| 2    | Cuba            | Roxana Díaz Zulia Calatayud Susana A. Clement Indira Terrero         | 3 min 25 s 46 Q (SB) |
| 3    | Grande-Bretagne | Nicola Sanders Kelly Sotherton Marilyn Okoro Christine Ohuruogu      | 3 min 25 s 48 Q (SB) |
| 4    | Allemagne       | Jonna Tilgner Sorina Nwachukwu Florence Ekpo-Umoh Claudia Hoffmann   | 3 min 25 s 55 q (SB) |
| 5    | Ukraine         | Oksana Shcherbak Tetiana Petlyuk Kseniya Karandyuk Nataliya Pyhyda   | 3 min 27 s 44        |
| 6    | Pologne         | Monika Bejnar Jolanta Wójcik Anna Jesien Grazyna Prokopek            | 3 min 28 s 23        |
| 7    | Inde            | Sathi Geetha Manjeet Kaur Chitra K. Soman Mandeep Kaur               | 3 min 28 s 83        |
| 8    | Japon           | Satomi Kubokura Asami Tanno Mayu Kida Sayaka Aoki                    | 3 min 50 s 52 (SB)   |

| Rang | Pays        | Athlète                                                              | Temps                |
| ---- | ----------- | -------------------------------------------------------------------- | -------------------- |
| 1    | États-Unis  | Mary Wineberg Monique Henderson Natasha Hastings Sanya Richards      | 3 min 22 s 45 Q (SB) |
| 2    | Jamaïque    | Novlene Williams Shereefa Lloyd Bobby-Gaye Wilkins Shericka Williams | 3 min 22 s 60 Q (SB) |
| 3    | Biélorussie | Yulyana Yushchanka Iryna Khliustava Ilona Usovich Sviatlana Usovich  | 3 min 22 s 78 Q (SB) |
| 4    | Nigeria     | Folasade Abugan Joy Eze Olouma Nwoke Muizat Ajoke Odumosu            | 3 min 24 s 10 q (SB) |
| 5    | France      | Phara Anacharsis Thélia Sigère Solen Désert Virginie Michanol        | 3 min 26 s 61 (SB)   |
| 6    | Brésil      | Maria Laura Almirão Josiane Tito Emily Pinheiro Lucimar Teodoro      | 3 min 30 s 10        |
| 7    | Mexique     | Ruth Grajeda Gabriela Medina Nallely Vela Zudikey Rodriguez          | 3 min 30 s 36        |
| 8    | Chine       | Han Ling Chen Jingwen Wang Jingpin Tang Xiaoyin                      | 3 min 30 s 77        |

## Légende
Records et Performances
- AR : Record continental (area record)
- CR : Record des championnats (championship record)
- MR : Record du meeting (meet record)
- NR : Record national (national record)
- OR : Record olympique (olympic record)
- PR : Record paralympique (paralympic record)
- PB : Record personnel (personal best)
- SB : Meilleure performance personnelle de la saison (season's best)
- WL : Meilleure performance mondiale de l'année (world leader)
- WJR : Record du monde junior (world junior record)
- WR : Record du monde (world record)

Circonstances et Conditions
- DNF : N'a pas terminé (did not finish)
- DNS : N'a pas pris le départ (did not start)
- DQ : Disqualification (disqualification)
- NM : Aucun essai valable enregistré (No Mark)
- Q : Qualifié « directement » au prochain tour (ou à la prochaine compétition), lors d'une compétition majeure, grâce au classement ou à la réalisation des minima (automatic qualifier)
- q : Qualifié au prochain tour (ou à la prochaine compétition), lors d'une compétition majeure, grâce au repêchage ou à la réalisation de l'une des meilleures performances parmi celles des « non qualifiés directement » (grâce au meilleur temps ou à la meilleure distance par exemple) (secondary qualifier)